# 협업 소프트웨어
협업 소프트웨어, 혹은 그룹웨어(Groupware)는 여러 사용자가 각기 별개의 작업 환경에서 통합된 하나의 프로젝트를 동시에 수행할 수 있도록 만들어 주는 소프트웨어이다. 로터스 소프트웨어의 로터스 노츠 (Lotus Notes)가 그 효시이다. 점점 더 많은 사람들이 이를 사용하기 시작하면서 협업 소프트웨어의 가치는 증대되었다. 예를 들어, 점점 더 많은 사람들이 수시로 일정을 기록함으로 인해 일정 기록이 매우 유용해진 것처럼 말이다.
그룹웨어의 확장으로 협업 미디어가 있을 수 있는데, 이는 여러 명의 사용자가 동시에 웹사이트 내의 정보를 생성하고 관리할 수 있는 소프트웨어이다. 협업 미디어의 예로는 위키와 슬래시닷(Slashdot)을 들 수 있다.

## 협업의 수준
그룹웨어는 협업의 수준에 따라 세 개의 범주로 나뉘어 설명하기도 한다. 이 세 범주는 각각 커뮤니케이션 도구, 회의 도구, 그리고 협업 관리도구이다.
- 전자적인 커뮤니케이션 도구는 메시지나 파일, 데이터, 혹은 문서를 사람들 사이에 주고 받을 수 있게 만들어 정보의 공유를 증진시킨다. 그 예로는 다음과 같은 것들이 있다.
  - 전자 메일
  - 팩스 보내기
  - 음성 메일
  - 웹
- 전자적인 회의 도구는 좀 더 상호 대화적인 방식으로 정보의 공유를 증진시킨다. 그 예는 다음과 같다.
  - 데이터 회의 - 네트워크로 연결된 PC 상에서의 “화이트 보드”를 통한 회의
  - 음성 회의 - 전화를 활용한 상호 대화
  - 화상 회의 및 음성 회의
  - 대화방
  - 전자 회의 시스템 (EMS)
- 협업 관리 도구들은 그룹 내의 활동을 관리하고 증진시킨다. 다음과 같은 것들이 있다.
  - 전자 캘린더 (일정관리 소프트웨어)
  - 프로젝트 관리 시스템
  - 업무흐름관리 시스템
  - 지식 관리

협업 소프트웨어들은 웹 기반일 수도 있고, 데스크톱 PC 상의 소프트웨어일 수도 있다.
또한 최근에는 모바일 사용이 늘어남에 따라 모바일에서의 업무처리 및 커뮤니케이션이 늘어나고 있다.

## 구분
방법론적으로 다음과 같이 구분할 수 있다.
- 웹 기반 협업 도구
- 소프트웨어 협업 도구

영역 별로는 다음과 같이 구분할 수 있다.
- 지식 관리 도구
- 지식 생성 도구
- 정보 공유 도구

## 적용
협업 소프트웨어를 도입하는 데 가장 큰 장애물은 사람들에게 그것을 쓰도록 유도하기가 힘들다는 점이다. 소프트웨어에 익숙해지기 까지는 훈련이 필요하다. 그래서, 피고용자들이 협업 소프트웨어를 사용하여 기여하는 데에 대한 대가가 있어야 하며, 그 대가는 금전적이거나, 심리적인 형태로 주어진다.
많은 경우 협동작업은 회사의 사내문화와 잘 맞지 않을 수 있으며, 따라서 협업 소프트웨어의 도입이 오히려 불화를 일으킬 수 있다. 경쟁적인 것에서 협동적인 것으로 사내 문화를 바꾸는 일은 쉬운 일이 아니며, 대부분의 경우 최고경영자를 포함한 조직의 모든 단계의 변화가 요구된다